# Chris Taes
Chris Taes (Leuven, 22 december 1955) is een Vlaams politicus voor de CD&V.

## Levensloop
Hij studeerde in 1977 af als licentiaat Germaanse filologie aan de Katholieke Universiteit Leuven. Hij werd leraar aan het Sint-Albertuscollege in Leuven tot in 1984. In 1983 werd hij hoofdredacteur van Radikaal, het tijdschrift van de CVP-Jongeren. 
Van 1984 tot 1989 was hij eerst perschef en nadien chef buitenlandse betrekkingen op het kabinet van Gaston Geens. Van 1986 tot 2001 was hij lid van het nationaal CVP-partijbestuur. Vanaf 1989 was hij opnieuw leraar aan het Sint-Albertuscollege en werd er in 1992 directeur. Van 1995 tot 2001 nam hij politiek verlof, om de functie op te nemen van algemeen CVP partijsecretaris en politiek coördinator onder de voorzitters Johan Van Hecke, Marc Van Peel en Stefaan De Clerck.
Chris Taes was sinds 1987 in zijn gemeente Kortenberg gemeenteraadslid en werd in 1995 burgemeester. Van 2001 tot 2006 belandde zijn partij in de oppositie. In 2007 werd hij weer burgemeester met de bevoegdheden politie en veiligheid, brandweer, mobiliteit en verkeersveiligheid, burgerzaken, kerkfabrieken, informatie en communicatie. Na de verkiezingen van oktober 2012 bleef hij deze functie bekleden. Bij de gemeenteraadsverkiezingen van oktober 2018 was hij nog wel lijstduwer, maar zoals hij had aangekondigd, nam hij geen nieuw politiek mandaat op. In april 2019 verleende de Vlaamse regering hem de titel van ere-burgemeester.
Chris Taes zetelde in de provincieraad van Vlaams-Brabant sinds december 2000.  Hij was achtereenvolgens voorzitter van de raadscommissie personeel en informatica en van de raadscommissie ruimtelijke ordening, verkeer en mobiliteit.  In 2012 werd hij CD&V-fractievoorzitter en sinds 1 januari 2015 was hij voorzitter van de provincieraad van Vlaams-Brabant; waar hij An Hermans opvolgde. In december 2018 legde hij de voorzittershamer neer en nam hij afscheid in de provincieraad.
Chris Taes is weduwnaar en vader van twee kinderen. Hij is de zoon van Felix Taes, voormalig burgemeester van Erps-Kwerps en in 1977 de eerste burgemeester van de fusiegemeente Kortenberg. Ook zijn grootvader, Isidoor Taes was burgemeester van Erps-Kwerps.
In 2016 schreef hij een boek over zijn overleden echtgenote, Claudine Loterman, die vijf jaar lang vocht tegen uitgezaaide borstkanker.  "Weg van jou. Voluit leven met de dood in het lijf" is uitgegeven bij Schrijverspunt.nl.  Het boek is eerder een ode aan het leven en de liefde dan een relaas over het onvermijdelijke afscheid.
In december 2021 werd Taes rechtstreeks verkozen in de nationale partijraad van CD&V.  In juni 2022 werd hij lid van het nationaal partijbestuur (het 'dagelijks bureau') van CD&V.
In april 2022 verscheen van zijn hand "Wij denken wat u zegt. De taal van het populisme", een indringend boek over de toenemende tendens tot zwart-wit denken, extremisme en polarisering.
Hij publiceert regelmatig podcasts op zijn podcastkanaal "Goed gedacht".

## Publicaties
- Grondstroom voor een nieuwe politiek, Leuven/Amersfoort, Uitgeverij Acco, 1991
- In het oog van de kloof. Recht van antwoord van een kleine politicus, Leuven/Amersfoort, Acco, 1994, ISBN 9789033431036
- Politiek moet. Een krachtmeting van de CVP met de antipolitiek, Mechelen, Uitgeverij Coda, 1997, ISBN 90-5232-300-3
- Weg van jou. Voluit leven met de dood in het lijf, Almelo, Uitgeverij Schrijverspunt, 2016, ISBN 9789462661714
- Wellness aan de startbaan, Almelo, Uitgeverij Schrijverspunt, 2019, ISBN 9789462664081
- Wij denken wat u zegt. De taal van het populisme, Wommelgem, Uitgeverij Storyland, 2022. ISBN 9781913980269